# Eparquia de São João Crisóstomo de Gurgaon
A Eparquia de São João Crisóstomo de Gurgaon (Latim:Eparchia Sancti Ioannis Chrysostomi Gurgaonensis) é uma eparquia pertencente a Igreja Católica Siro-Malancar com rito antioquino. Está localizada no município de Gurgaon, no estado de Harianá, estando imediatamente sujeita à Santa Sé. Foi fundada em 26 de março de 2015 pelo Papa Francisco. Possui uma população católica de 5.860 habitantes, com 21 paróquias com dados de 2020.

## História
Em 26 de março de 2015 o Papa Francisco cria Eparquia de São João Crisóstomo de Gurgaon. Desde sua fundação em 2015 pertence a Igreja Católica Siro-Malancar, com rito Siro-Malancar.

## Lista de eparcas
A seguir uma lista de eparcas desde a criação da eparquia em 2015.
|                                           | Nome                                      | Período                                   | Notas                                     |
| Eparcas de São João Crisóstomo de Gurgaon | Eparcas de São João Crisóstomo de Gurgaon | Eparcas de São João Crisóstomo de Gurgaon | Eparcas de São João Crisóstomo de Gurgaon |
| ----------------------------------------- | ----------------------------------------- | ----------------------------------------- | ----------------------------------------- |
| 2º                                        | Thomas Anthonios Valiyavilayl, O.I.C.     | 2022 - atual                              |                                           |
| 1º                                        | Jacob Barnabas Aerath, O.I.C.             | 2015 - 2021                               | Faleceu no cargo                          |